# Rue Patissíon
La rue Patissíon (en grec moderne : Οδός Πατησίων, « rue de Patíssia ») est une des grandes artères d'Athènes.

## Situation et accès
Elle constitue un grand axe sud-nord qui relie la Place Omónia à Patíssia, un des grands quartiers nord de la banlieue d'Athènes.

## Origine du nom
Elle porte le nom de «Οδός Πατησίων», « rue de Patíssia », du nom du quartier de Patíssia qu'elle rejoint au nord.

## Historique
Cette rue s'appelait auparavant « rue du 28 octobre » («28ης Οκτωβρίου») en souvenir de la commémoration du jour du refus par la Grèce en 1940 de l'ultimatum de Benito Mussolini.

## Bâtiments remarquables et lieux de mémoire
Quelques bâtiments importants de la capitale se trouve sur Patissíon, tels que le Musée national archéologique, Polytechnique, l'Université d'économie et la Casa di Italia.

## Sources
- (en) Cet article est partiellement ou en totalité issu de l’article de Wikipédia en anglais intitulé « Patission Street » (voir la liste des auteurs).